# Boulevard Newman
Le boulevard Newman est une artère principale de l'arrondissement LaSalle dans le sud-ouest de l'Île de Montréal.

## Situation et accès
Ce boulevard, comportant trois voies dans chaque direction, est long de cinq kilomètres. Il débute à l'intersection de la rue Airlie et de l'avenue Lafleur tout près du pont Honoré-Mercier à LaSalle. 
À l'est de la rue Irwin, le boulevard Newman devient l'avenue Newman du quartier Ville-Émard de l'arrondissement du Sud-Ouest et se termine en devenant la rue Jolicoeur à l'est de la rue de Montmagny.

## Origine du nom
Le boulevard Newman est nommé en l'honneur du cardinal anglais John Henry Newman (1801-1890),.

## Galerie

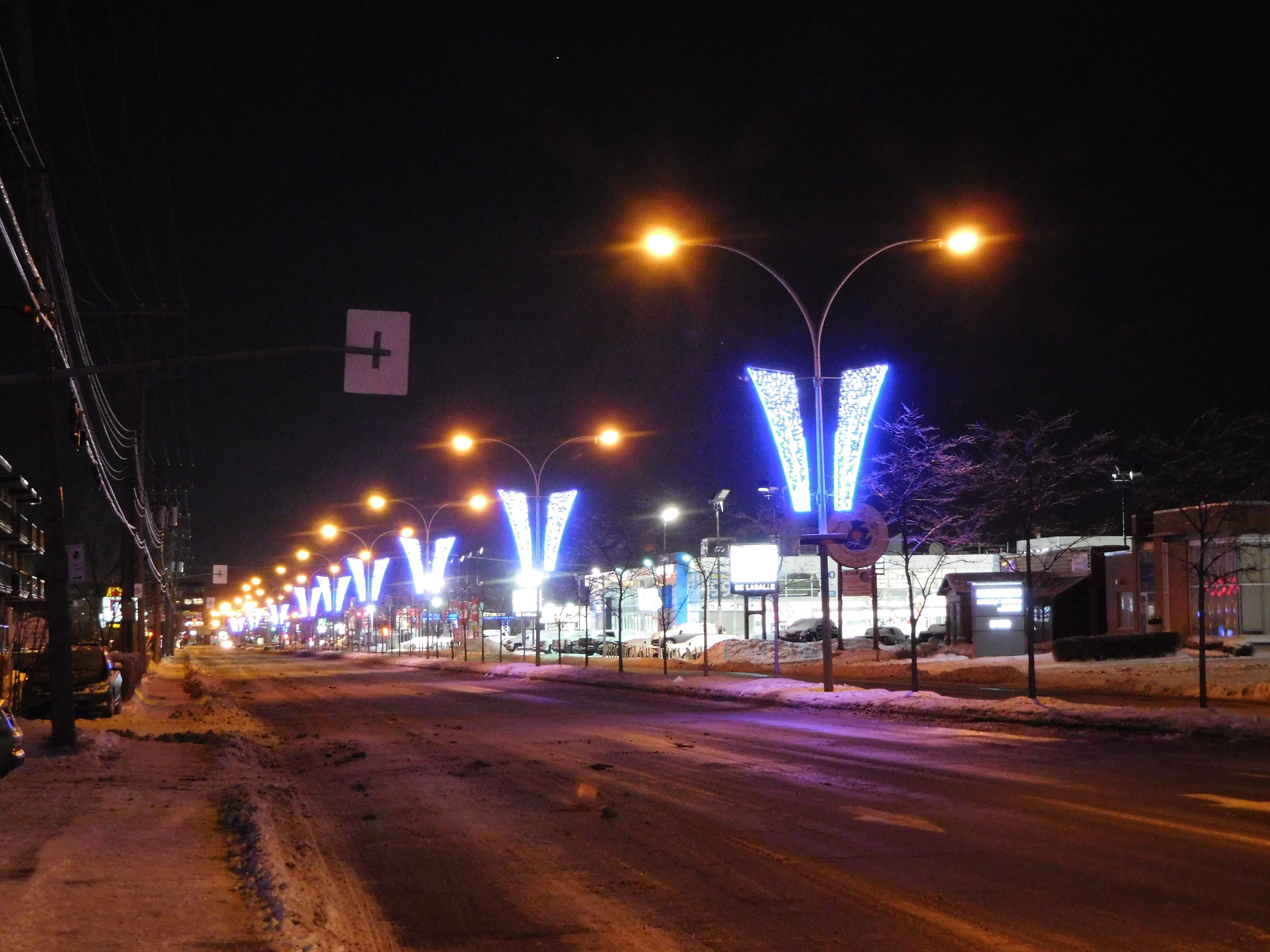
Le boulevard en hiver, à l'est de la rue Lise.
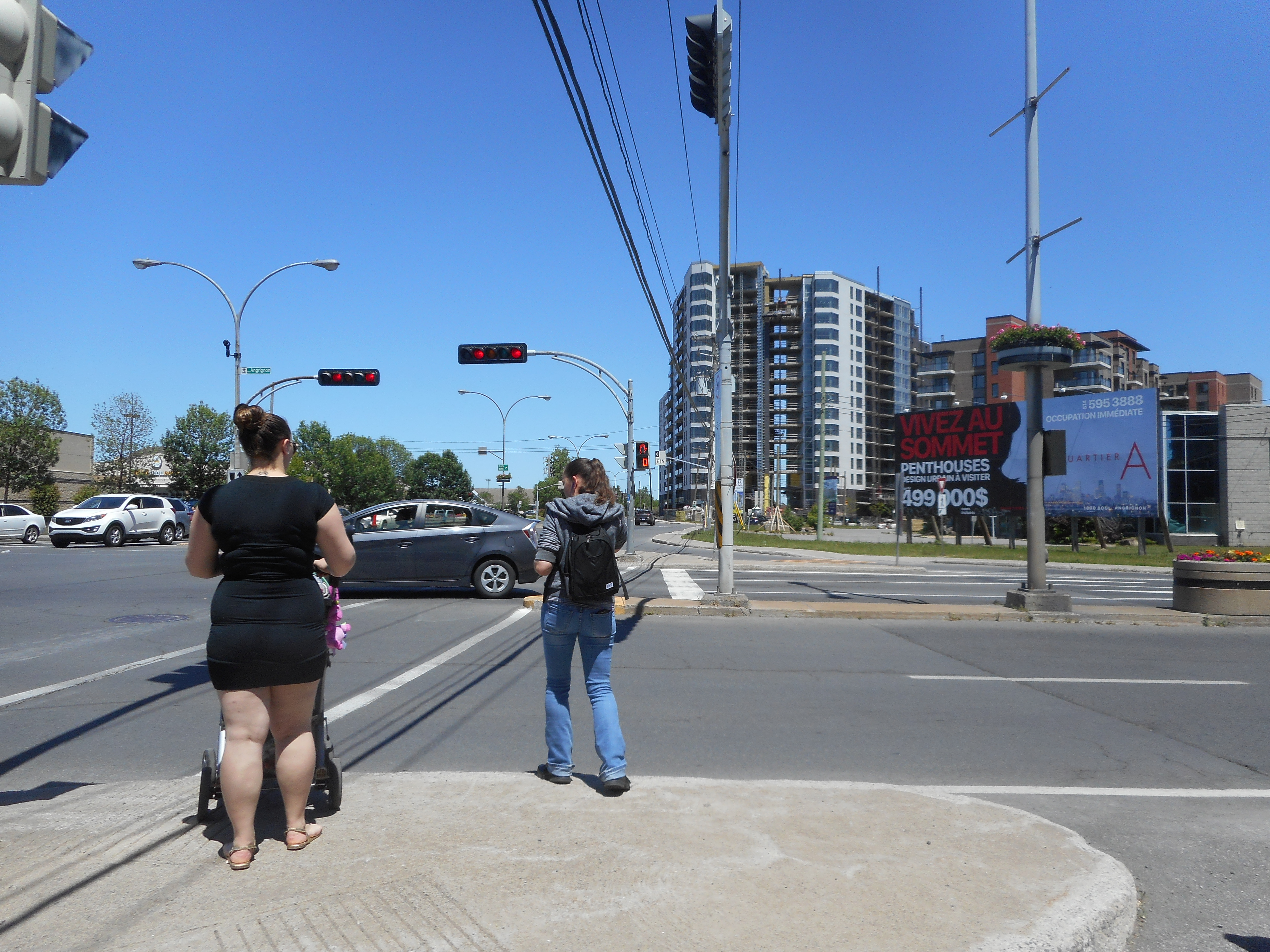
Le boulevard, à l'intersection du boulevard Angrignon.
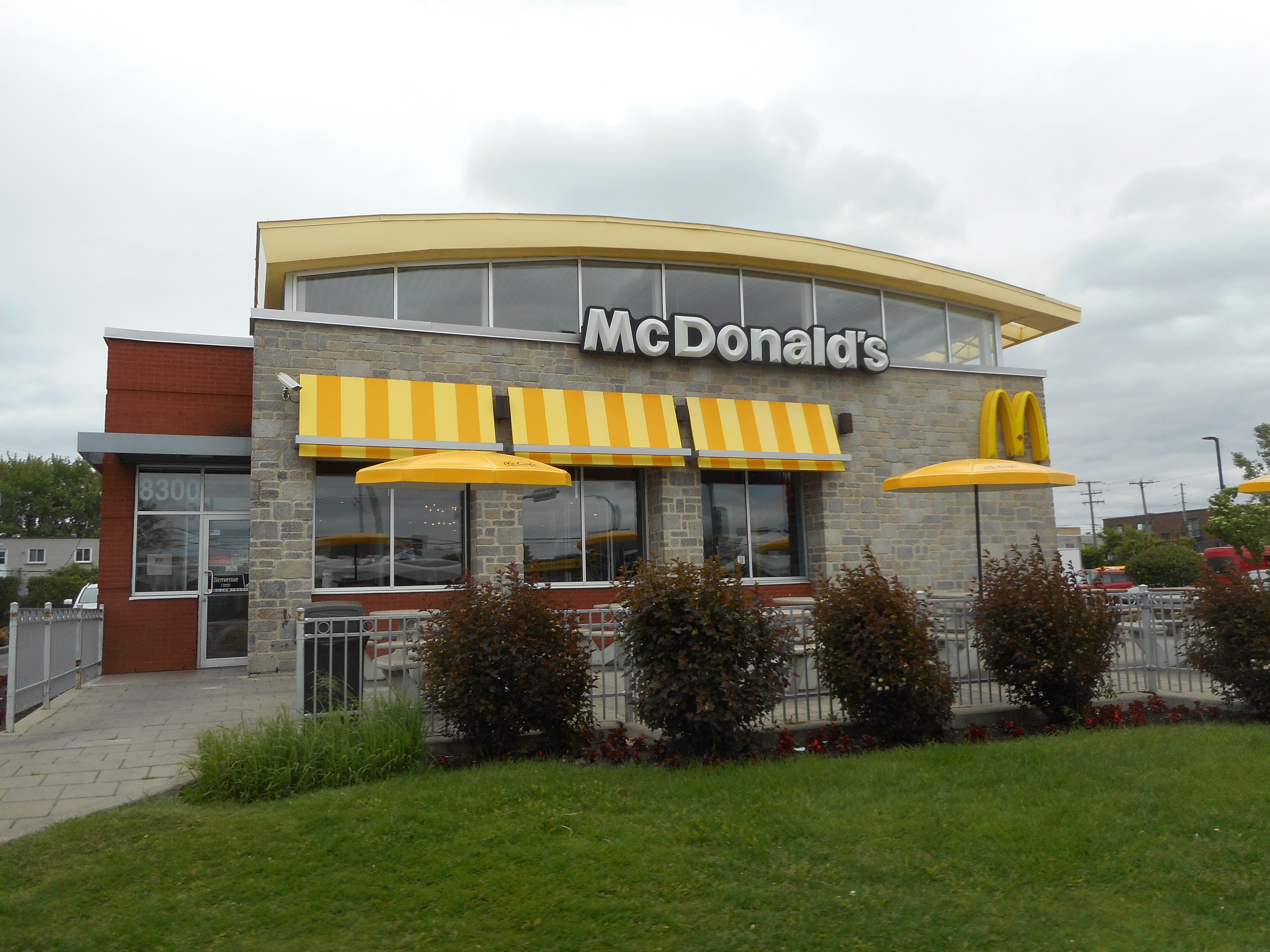
8300
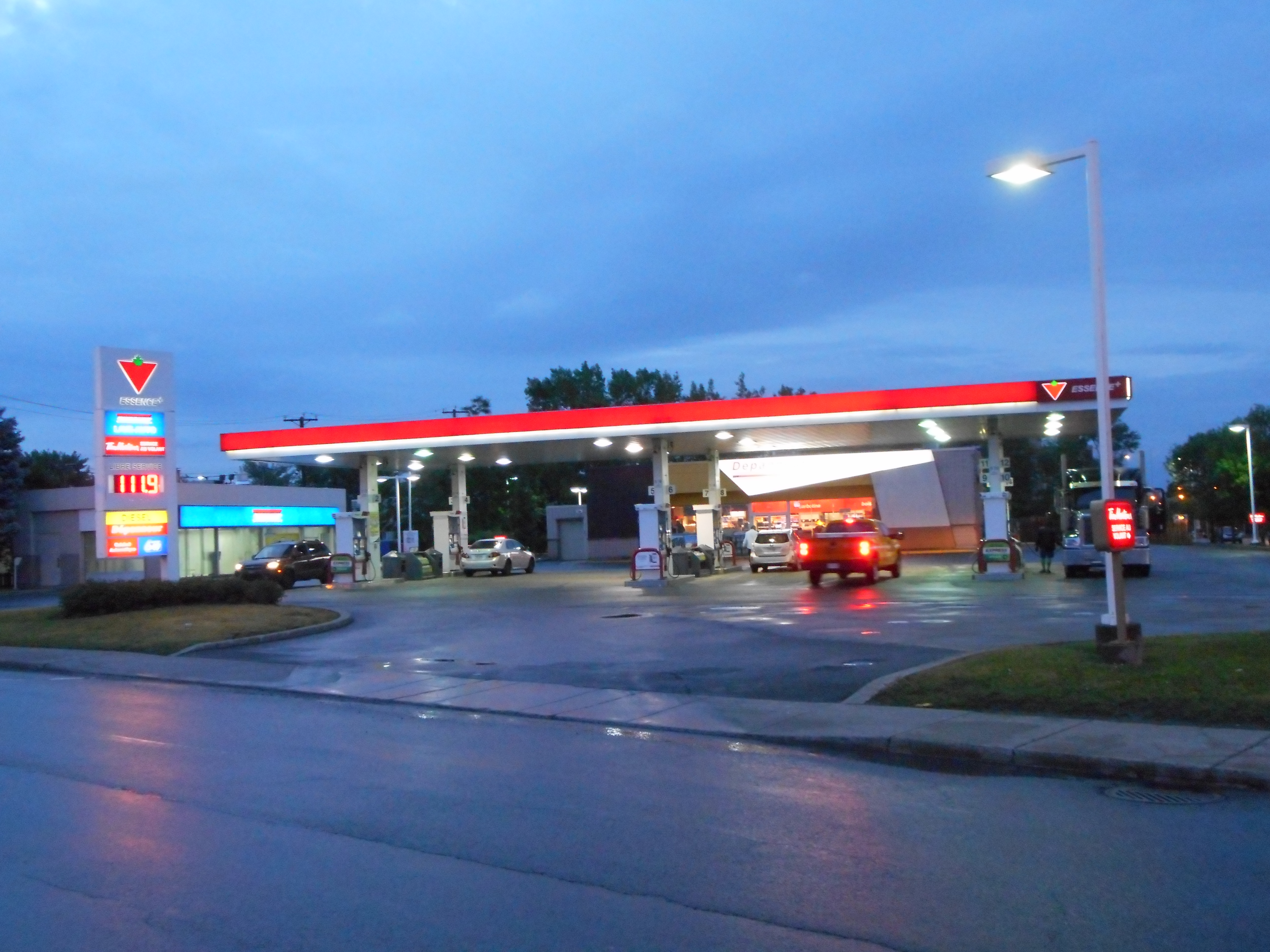
8390
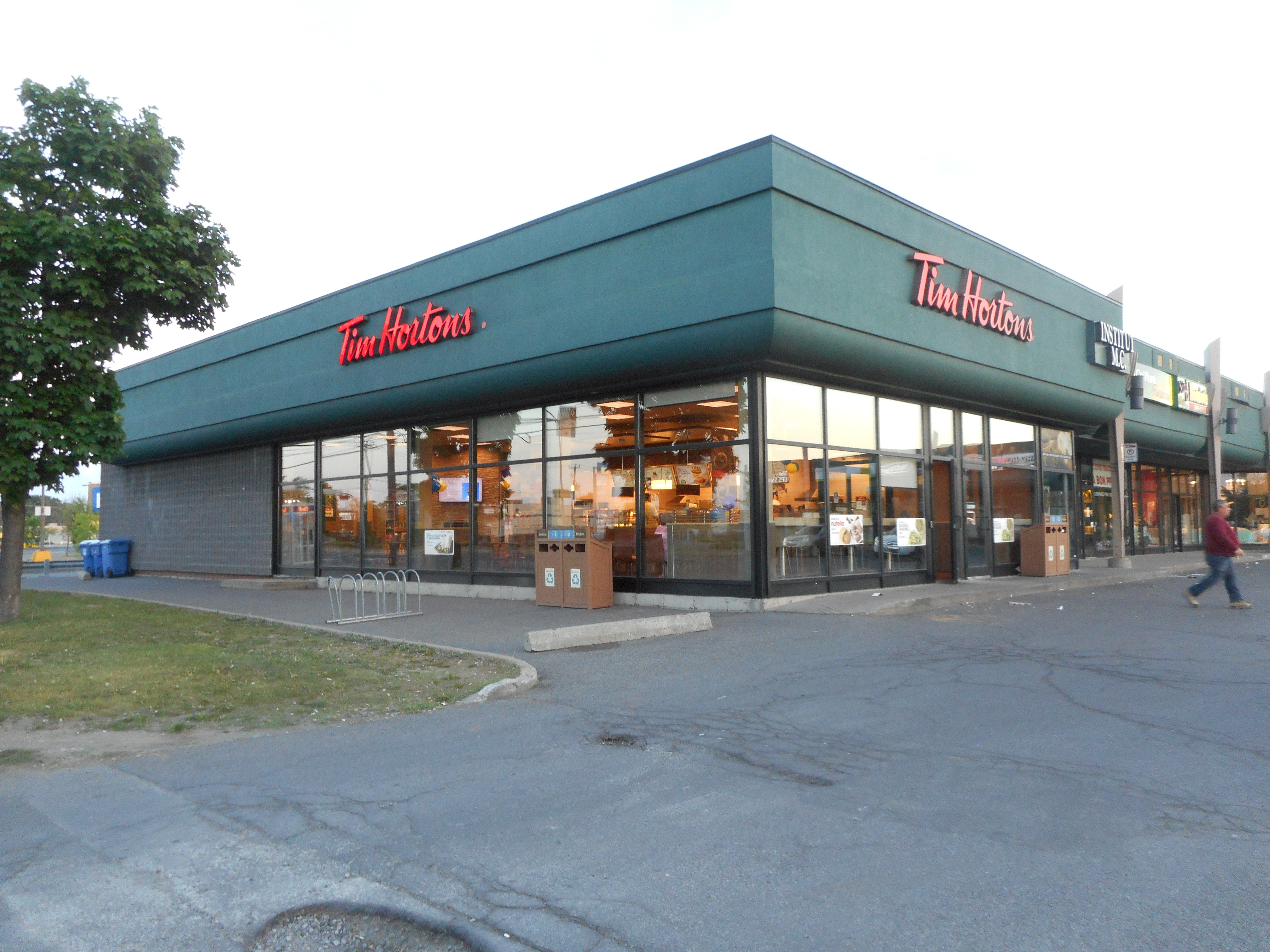
8481
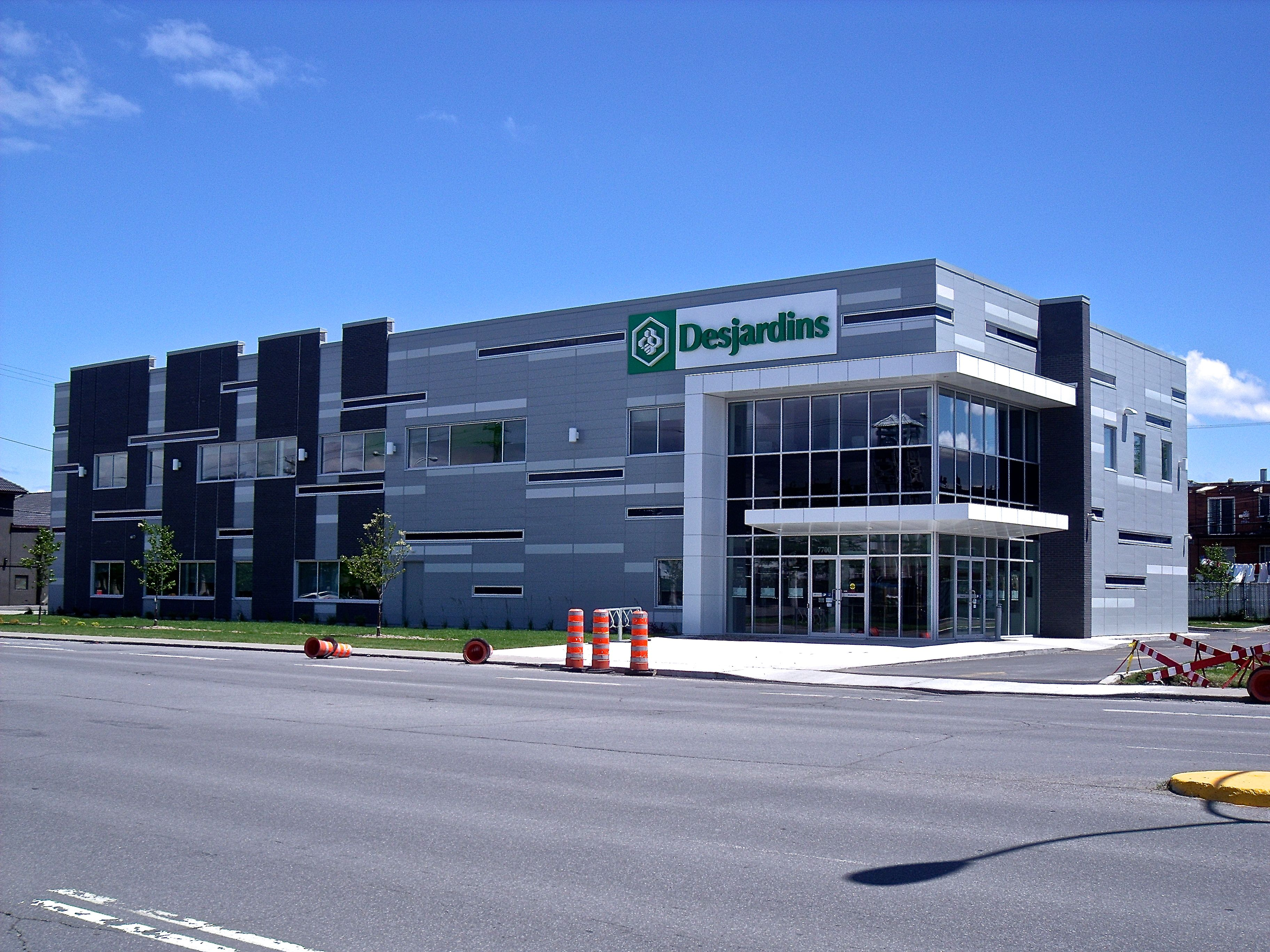
Le 7700, boulevard Newman.

## Source
- Ville de Montréal. Les rues de Montréal. Répertoire historique. Montréal. Méridien, 1995.